# Salix atopantha
Salix atopantha ist ein kleiner Strauch aus der Gattung der Weiden (Salix) mit bis zu 4 Zentimeter langen, oberseits mattbraunen Blattspreiten. Das natürliche Verbreitungsgebiet der Art liegt in China.

## Beschreibung
Salix atopantha ist ein 1 bis 2 Meter hoher Strauch mit schwarzroten oder gelblich roten, anfangs fein behaarten und später verkahlenden Zweigen. Die Laubblätter haben einen 2 bis 6 Millimeter langen Stiel. Die Blattspreite ist 1,5 bis 2,5 selten 4 Zentimeter lang, 0,5 bis 1 Zentimeter breit, elliptisch-länglich, länglich oder selten lanzettlich, mit spitzer oder stumpfer Spitze, keilförmiger bis abgerundeter Blattbasis und gesägtem und undeutlich mit Drüsen besetztem Blattrand. Die Blattoberseite ist matt braun, anfangs flaumig behaart und später verkahlend, die Unterseite ist weißlich und kahl. Es werden sechs bis sieben Nervenpaare gebildet. Abgefallene Blätter färben sich rostbraun.
Die männlichen Blütenstände sind 1,5 bis 2 Zentimeter lange, 5 bis 6 Millimeter durchmessende, längliche Kätzchen. Der Blütenstandsstiel ist 4 bis 10 Millimeter lang und trägt drei bis vier Blättchen. Die Tragblätter sind ein Drittel bis halb so lang wie die Staubfäden. Sie haben eine gerundet-gestutzte oder unregelmäßig flach gekerbte Spitze. Männliche Blüten haben zwei meist zylindrische Nektardrüsen. Die zwei Staubblätter haben beinahe vollständig zottig behaarte Staubfäden und gelbe oder teilweise rote, runde Staubbeutel. Die weiblichen Blütenständen haben dunkel rotbraune, verkehrt-eiförmige oder elliptische, unterseits wollig behaarte und oberseits beinahe kahle Tragblätter mit undeutlich gekerbtem Blattrand und gerundeter Spitze. Weibliche Blüten haben eine zwei- bis dreifach gelappte, adaxial gelegene Nektardrüse und manchmal eine weitere kleine, abaxial gelegene Nektardrüse. Der Fruchtknoten ist eiförmig, sitzend und wollig behaart. Griffel und Narbe sind rot. Salix atopantha blüht mit dem Blattaustrieb im Juni, die Früchte reifen im Juli.

## Vorkommen und Standortansprüche
Das natürliche Verbreitungsgebiet liegt auf Berghängen, in Tälern und entlang von Flüssen in 2900 bis 4100 Metern Höhe im Süden der chinesischen Provinz Gansu, im Südosten von Qinghai, im Nordwesten von Sichuan und im Osten des Tibets.

## Systematik
Salix atopantha ist eine Art aus der Gattung der Weiden (Salix) in der Familie der Weidengewächse (Salicaceae). Dort wird sie der Sektion Sclerophyllae zugeordnet. Sie wurde 1916 von Camillo Karl Schneider erstmals wissenschaftlich beschrieben. Der Gattungsname Salix stammt aus dem Lateinischen und wurde schon von den Römern für verschiedene Weidenarten verwendet.
Es werden zwei Varietäten unterschieden:
- Salix atopantha var. atopantha: Die weibliche Blüten haben einen sitzenden Fruchtknoten.[4]
- Salix atopantha var. pedicellata C.F.Fang & J.Q.Wang: Die weibliche Blüten haben einen 0,2 Millimeter lang gestielten Fruchtknoten. Das Verbreitungsgebiet liegt in einer Höhe von etwa 2900 Metern im Süden von Gansu.[5]

## Nachweise